# Zwischenbergen
Zwischenbergen ist ein Dorf, das zum einen zur Stadt Wiesmoor mit der Postleitzahl 26639 und zum anderen zur Gemeinde Großefehn mit der Postleitzahl 26629 – beides im Landkreis Aurich in Ostfriesland – gehört. Das Dorf besteht zum größten Teil aus Weideland. Wichtigste Straße ist der Zwischenberger Weg, der auch die Nachbardörfer Voßbarg und Fiebing verbindet.

## Geschichte
Nach dem Urbarmachungsedikt des Königs Friedrich II. von Preußen wurden in Ostfriesland viele neue Siedlungen gegründet, um der wachsenden Bevölkerung Raum und Auskommen zu sichern.
Unter der holländischen Besatzung wurde im Jahr 1810 zwischen der Kolonie Voßbarg und dem Windbarg in Neudorf die Siedlung „Tüssen Bargen“ (Zwischenbergen) gegründet. Im Volksmund wurde sie auch „die holländische Kolonie“ genannt. Langfristig setzte sich der hochdeutsche Namen Zwischenbergen durch.
Die zunächst überwiegend betriebene Landwirtschaft mit Milchviehhaltung ist heute bis auf wenige verbliebene Bauernhöfe zurückgegangen. Einige Handwerksbetriebe haben sich angesiedelt.
Die Gemeinde Zwischenbergen wurde am 1. Juli 1972 (zumindest teilweise) in die Gemeinde Wiesmoor eingegliedert.

## Persönlichkeiten
- Jantje Wilms Brinkmann, genannt Jantjemöh war zu Lebzeiten die älteste Ostfriesin. Sie lebte bis zum Jahre 1906 in Zwischenbergen.
- Oskar Rosi, Künstler, lebte von 1973 bis zu seinem Tode im Jahre 2010 in Zwischenbergen.